# Baishanzu (berg)
Baishanzu är ett berg i Kina.   Det ligger i provinsen Zhejiang, i den östra delen av landet, omkring 290 kilometer söder om provinshuvudstaden Hangzhou. Toppen på Baishanzu är 1 834 meter över havet, eller 533 meter över den omgivande terrängen. Bredden vid basen är 10,7 km. Baishanzu ingår i Donggong Shan.
Runt Baishanzu är det ganska tätbefolkat, med 90 invånare per kvadratkilometer. Närmaste större samhälle är Yingchuan, 15,5 km nordost om Baishanzu. I omgivningarna runt Baishanzu växer i huvudsak blandskog.
Genomsnittlig årsnederbörd är 2 342 millimeter. Den regnigaste månaden är juni, med i genomsnitt 422 mm nederbörd, och den torraste är oktober, med 61 mm nederbörd.